# 三人奴
三人奴（さんにんやっこ）は、三味線漫才トリオ（音曲漫才）。三人奴というトリオ名は、同じ「奴」という字が付くという事で何かと比較された松葉家奴・松葉家喜久奴と区別するために付けられた名前。人気が出て定着するまではめくり等では「塚本やっこ・市松笑顔・市松笑美子」と書かれた。

## メンバー
- 塚本やっこ（つかもと やっこ 本名 塚本利夫 1914年7月13日 - 1987年1月20日）

初代リーダー、大阪東淀川出身。出っ歯が特徴。立ち位置:中央。
- 市松笑顔（いちまつ えがお 本名 塚本ソデ子 1916年11月3日 - 2004年3月25日）

長崎県島原市の生まれ、やっこの妻、父は義太夫の三日月太郎で島原で少女歌舞伎の座長であった、1920年に4歳の時に別府で初舞台。以降三味線、義太夫、太鼓、あやつり人形の芸などを習得。その後漫才転向し父と親子コンビを組む、天狗いちま、出雲小ろく、砂川女捨丸、市松笑美子、市松笑がほと改名、戦時中は慰問団を結成し北海道、台湾、中国などを転々。立ち位置:向かって右。
- 市松笑美子（いちまつ えみこ 本名 松本年恵 1928年3月4日 - 1999年1月1日）

笑顔の妹、歌舞伎ナンセンス一座で9歳で初舞台。この頃はあやつり人形をやっていた。最初は市松南笑顔から姉の名を名乗った。立ち位置:向かって左。
- 塚本小やっこ（つかもと こやっこ 本名 塚本利一 1950年7月4日 - ）

二代目リーダー、元「塚本冷奴」。やっこと笑顔の子。立ち位置:向かって右、のちに中央。

## 概説
やっこの父は俄の塚本百合春といい、幼少から芸事に励む。1921年に安来節の一座に入り大阪松島中島席で初舞台。1924年に歌舞伎ナンセンス一座に代わり南長二郎の名で活躍。1939年に三日月太郎の一座で知り合った市松笑顔と結婚しのちに東京の浅草でコンビを結成。一時新興キネマの演芸部に入ったこともあったがすぐに演芸部の解散。1950年に大阪で笑顔の妹の笑美子を迎え「三人奴」を正式に結成し戎橋松竹でデビュー（それ以前に暫定的ながらトリオを組んでいた）。
テーマソングは市丸の「三味線ブギー」を編曲したものだった。
同世代の暁伸・ミスハワイ、タイヘイトリオ（三人奴とメンバー構成が同じ）、宮川左近ショー以下、芙蓉愛花・松島洋子、フラワーショウ、東洋朝日丸・日出丸、ジョウサンズなど、浪曲出身の音曲漫才コンビ・トリオが上方演芸界を席捲する中、三人奴は唯一義太夫節を下敷にしており、文楽を題材に地味ながら味わい深い独特の音曲漫才を繰り広げた。
リーダーの塚本やっこは浄瑠璃に使う太棹（三味線）を持ち、市松笑顔は細棹を持ち、渋いのどを披露した。当初やっこは太棹をギターのように肩から提げて弾いていたが、下座お囃子方の名手・林家とみ（2代目林家染丸の妻）に一流芸人のすることではないと注意され、以後手持ちで弾くようになった。小やっこも父のスタイルを踏襲している。
最初千土地系（日本ドリーム観光）の劇場や神戸国際会館などに出ていたが、1967年より吉本興業の所属となりなんば花月などで活躍。
持ちネタには「阿波の鳴門」「堀川～お俊伝兵衛」（最後にやっこが猿回しの猿の真似をする）「野崎村」「松づくし」（松の絵が描かれた何十もの扇子を、手足を駆使して松の枝ぶりのように広げる芸）「葛の葉の曲書き・障子抜け」（義太夫「蘆屋道満大内鑑」に合わせて口にくわえた筆で紙や障子に文字を書く珍芸）や笑美子の「八百屋お七」の人形振り、「櫓太鼓」（桜山梅夫がやったのと同様だが、やっこは撥を用いた）「のんき節」等がある。またナンセンストリオで有名になった「親亀の上に小亀を乗せて…」というコミックソングは、元は三人奴のネタであった。またやっこは小道具で手拭いや紙吹雪を使ったりした。
1974年に第9回上方漫才大賞を受賞。その後やっこ・笑顔の実子で、弟子でもある塚本冷奴を加えて一時「四人奴」（よにんやっこ）となるが、1981年（昭和56年）11月のやっこの糖尿病による引退に伴い、翌1982年（昭和57年）1月に冷奴改め塚本小やっこがリーダーに就き、新生三人奴で再出発した。この頃から浄瑠璃色よりも歌謡曲主体の芸風に変わる。晩年はテレビ用のネタではSMAPの曲を取り入れるなど若者向けのネタ構成に変わっていった。
1999年の笑美子の死去、続く笑顔の引退により、三人奴は解散。笑顔は2004年に老衰で死去。その後小やっこは、女性の弟子2人と新トリオ「奴組」を結成するが、2002年1月に弟子の呉羽と組み直し、小やっこ・呉羽のコンビ名で現在も三味線漫才を続けている。